# クシティモハン・セン
クシティモハン・セン（ベンガル語: ক্ষিতিমোহন সেন、英語: Kshitimohan Sen、1880年12月2日 - 1960年3月12日）は、インドの学者。ベンガル地方を研究し、サンスクリット語教授、ヴィシュヴァ・バーラティ大学（現・タゴール国際大学）の副学長などを務めた。

## 経歴
1880年、当時イギリス領インド帝国（現・バングラデシュ）だったダッカ地区のソナラン村(Sonarang)に生まれた。父親は医者であったという。
ラビンドラナート・タゴールが設立したヴィシュヴァ・バーラティ大学の副学長となり、サンスクリット語教授も兼任し、教学にあたった。センはダゴールが私学を設立した際に校長として招かれた人物であり、ダゴールの部下というよりは「同僚」といって良い立場であった。ガンジーとも仲が良かったようで、共に撮影した写真が残されている。

## 業績・研究内容
- タゴールと共同で、バウルの膨大な歌集を収集、出版するとともに研究を発表した。それによればバウルの目指すものは自由であり「すべての外見的な強制からの自由」とした。そのためバウルは人間を差別するカースト制度を認めずに、偶像崇拝や寺院崇拝も行わないとした。また、バウルの思想を「人間の中に神が住んでいる」として人間の中に潜む高次元的存在たる「モネル・マヌシュ（心の人）」を主張した[3]。
- 語学に堪能でサンスクリット語、ベンガル語、ヒンディー語のほか、グジャラート語、ラジャスタン語、アラビア語、ペルシャ語を操り、ヒンドゥー教関連や、インドの中世神秘主義、古代インドの文化や人種差別に関しても書籍を記載した。50年以上に上る研究期間で多くの著作を残した。特に『ヒンドゥー教』は、フランス語、ドイツ語、オランダ語、そして日本語などへ翻訳された。

## 家族・親族
- 孫：アマルティア・センは経済学者で、ノーベル経済学賞を受賞した。アマルティアと結婚したケンブリッジ大学教授のエマ・ジョージナ・ロスチャイルド（英語版）とは義理の孫の関係にあたる。

## 著作

### 日本語訳された出版物
- クシティモハン・セン(中川正生訳)『ヒンドゥー教』 講談社現代新書、講談社、1999年。ISBN 978-4061494695